# Stadio Enrico Patti
Lo stadio Enrico Patti (conosciuto anche come "stadio di via Alcarotti") è il secondo stadio sportivo di Novara, concesso in uso alla Sparta Novara ed è stato lo stadio del Novara per 46 anni.

## Premessa
Agli inizi del '900 a Novara si giocarono le prime partite di calcio nello spazio noto come Prato della Fiera, ma il primo vero campo da calcio fu tracciato nel 1912 nell'allora via Lombroso, oggi inglobata in via Costantino Porta e via Gnifetti.
Il terreno fu donato dall'allora presidente del Novara ingegner Guido Beldì ed inaugurato il 3 novembre 1912 con la signora Beldì, moglie del presidente, la madrina che ruppe la tradizionale bottiglia di spumante contro una delle porte.
Nell'occasione fu giocata la partita di campionato tra Novara e Torino, conclusasi con il risultato di 1-2 con doppietta di Mosso III per la squadra di Pozzo e rete di Meneghetti per i padroni di casa.

## Storia
Il primo vero stadio di Novara venne costruito all'inizio degli anni trenta poco distante dal primo. La struttura architettonica era quella dell'epoca fascista e lo stadio venne chiamato, come altri del tempo, Stadio Littorio o Stadio del Littorio.  Venne inaugurato il 20 settembre 1931 con la partita di campionato di Serie B Novara-Cagliari 1-0 con rete del novarese Rizzotti al 27' del secondo tempo.
Il Novara occupò i locali posti sotto un lato della tribuna usandoli come propria sede, la Sparta Novara portò la sede della società sotto le gradinate di fronte alla tribuna (via Nicolao Sottile). E nel 1933 anche la Società Ginnastica Pro Novara spostò la propria sede da via Barazzuolo 12 (ora via Marconi) ai locali posti sotto l'altro lato della tribuna, con la creazione di una palestra sia per la ginnastica che per la scherma.
Lo stadio ha ospitato anche due incontri della Nazionale B, nel primo dei quali esordì in maglia azzurra Silvio Piola e finì sul tabellino dei marcatori mettendo a segno due reti.

### Evento extrasportivo nel periodo bellico

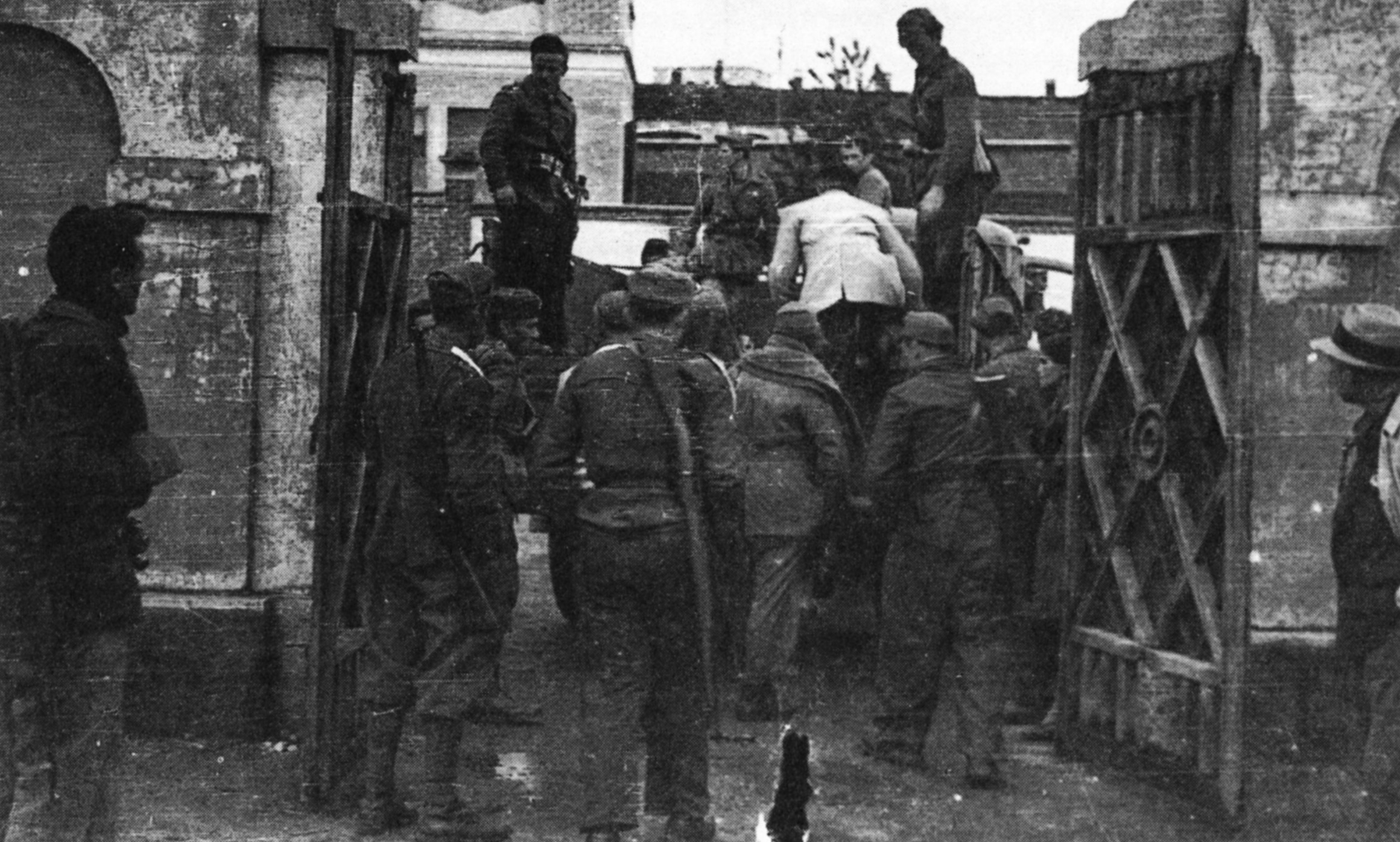
Prelevamento di prigionieri dallo stadio

Sul finire della seconda guerra mondiale i partigiani ridussero lo stadio “Littorio” a campo di concentramento. I membri della “colonna Morsero”, capitanata dal capo della provincia di Vercelli Michele Morsero e formata da più di 1.000 persone, in fuga dalla città con l'intenzione di raggiungere Novara per poi dirigersi verso il ridotto della Valtellina, vennero fermati il 27 aprile dalle colonne partigiane presso Castellazzo Novarese. Dopo una trattativa, si arresero il 28 aprile e furono trasferiti a Novara; essendo piene le prigioni del Castello Sforzesco, i partigiani decisero di sistemare i prigionieri allo stadio. Per vendetta i prigionieri distrussero ciò che trovarono nelle loro “celle”, come gli archivi cartacei del Novara, della Sparta Novara e della Pro Novara. Dei circa 1 300 iniziali, al termine dei dieci giorni previsti per l'uso del campo, molti erano fuggiti e altri furono portati a Vercelli ed uccisi. Il 10 maggio lo stadio venne liberato e bonificato.

### Ritorno allo sport
L'ultima partita disputata prima dei fatti di fine aprile 1945 avvenne l'8 aprile e fu l'11ª di andata del Torneo Benefico Lombardo, Novara–Gallaratese 4-1. Bonificato dagli eventi bellici, venne ribattezzato in Stadio Comunale. La ripresa dell'attività calcistica avvenne il 27 maggio con l'incontro tra Novara e Meda (7-0 per il Novara), valido come 3ª di ritorno dello stesso torneo). 
Le caratteristiche di questo impianto erano: capienza 21 000 spettatori, dimensioni del terreno di gioco 110 x 70 metri. Fu sede e campo di gioco del Novara fino al gennaio del 1976, quando venne inaugurato lo stadio "comunale di viale Kennedy" successivamente chiamato stadio Silvio Piola. La società novarese vi giocò i suoi primi 12 campionati di Serie A e 25 campionati di serie B, vide 3 promozioni dalla Serie B (1936, 1938, 1947) e 2 dalla Serie C (1965, 1970).
L'ultima partita del Novara si disputò per il campionato di Serie B l'11 gennaio 1976 e fu Novara-Sambenedettese 0-0, mentre l'ultima rete degli azzurri fu realizzata da Ennio Fiaschi al 36' durante la partita Novara-Brindisi terminata con il risultato di 1-0 e disputata il 5 gennaio 1976. Ha continuato ad utilizzarlo la Sparta Novara, la quale ha spostato la propria sede sotto la tribuna.
Lo stadio ha ospitato vari eventi extra sportivi e concerti musicali. Il 20 luglio 1988 ospitò il concerto di Luca Carboni nel corso del suo tour 1987-1988. Si disputano anche partite di calcio giovanile.
Oggi la capienza è stata ridotta a 2 030 spettatori, distribuiti nelle sole tribune sul lato di via Alcarotti; sono state rimosse entrambe le curve. Il terreno di gioco è 105 x 66 metri. Il 5 giugno 2004 lo stadio è stato intitolato al fondatore della Società Sportiva Sparta Enrico Patti "maestro di sport e di vita".

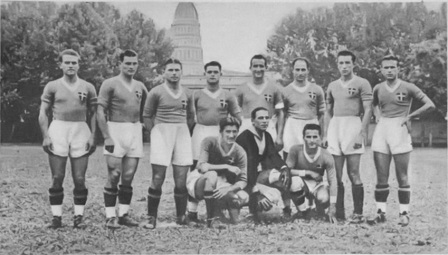
Novara 1937-1938.
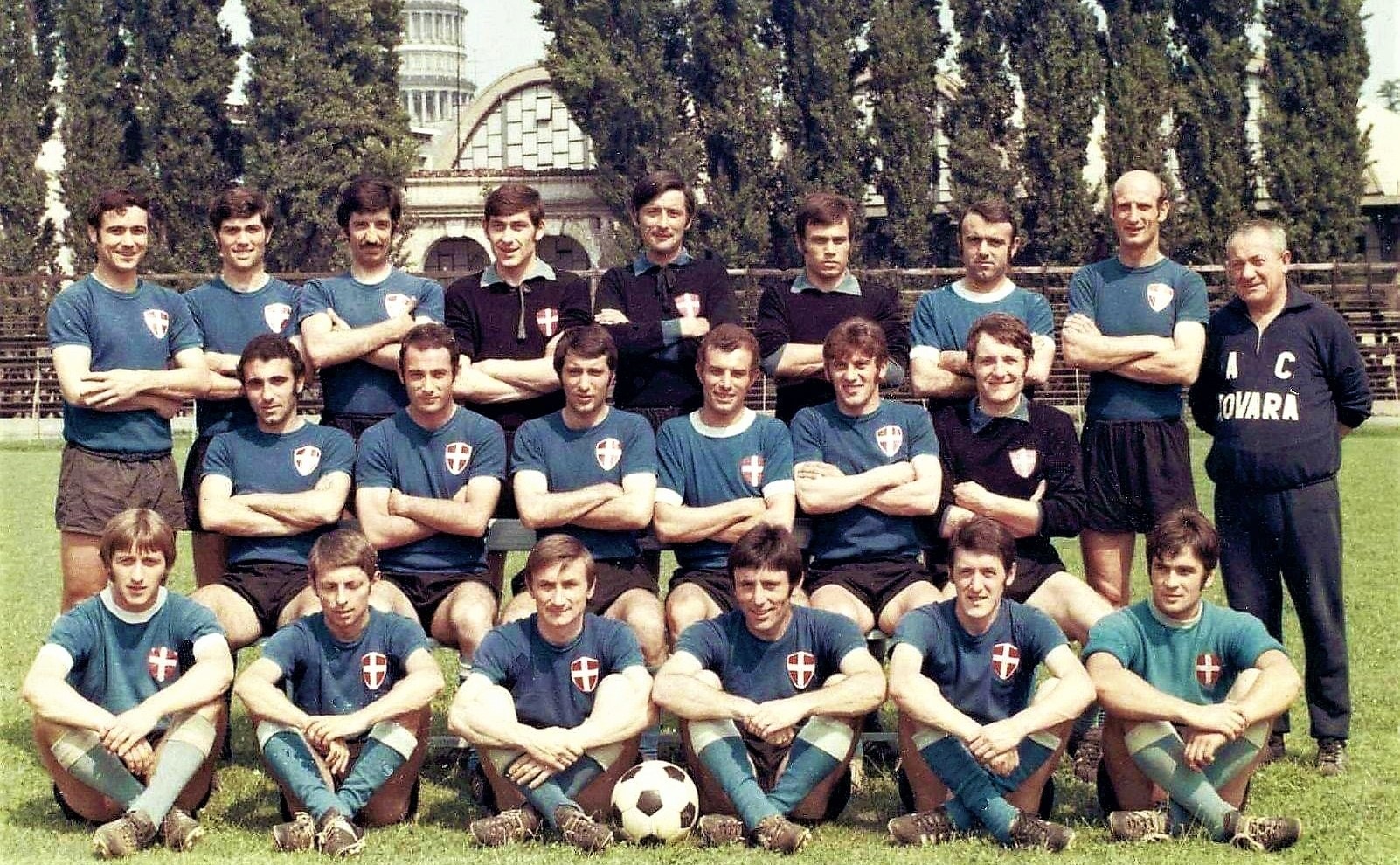
Novara 1970-1971.
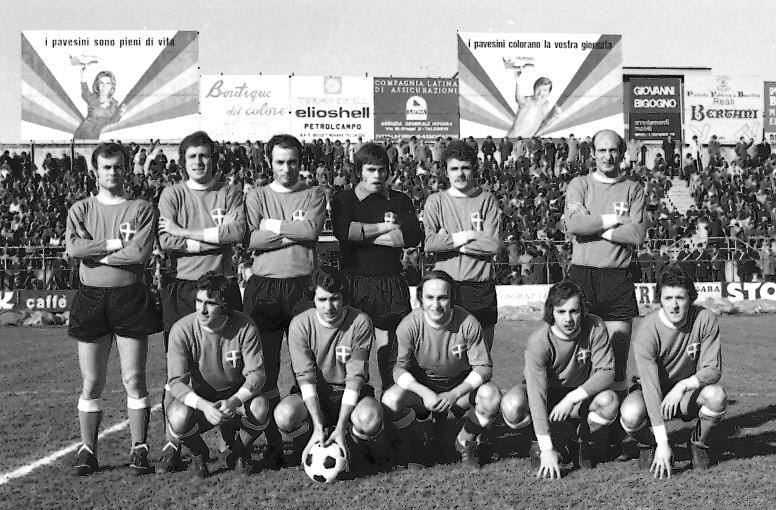
Novara 1971-1972.

### Altri sport
È stato utilizzato dal 1984 al 1989 dalla squadra di football americano Lancieri Novara.
Il 21 giugno 2003 vi si è disputato il II NWC Bowl, vinto dai Rhinos Milano sui Chargers Novi Ligure col punteggio di 35-12.

## Eventi

### Calcio

#### Incontri internazionali
| Data          | Incontro             | Risultato | Competizione |
| ------------- | -------------------- | --------- | ------------ |
| 2 aprile 1933 | Italia B- Svizzera B | 5 - 0     | Amichevole   |
| 5 aprile 1936 | Italia B- Svizzera B | 2 - 0     | Amichevole   |

## Curiosità
Il 21 aprile del 1932 si disputò una partita amichevole benefica tra due “caffè” della città, il “Bertani” ed il “Novara”; contemporaneamente a Novara si trovava la ballerina Joséphine Baker, reduce da uno spettacolo al Teatro Coccia la sera precedente. La famosa “vedette” diede il calcio d'inizio e assistette alla partita.
Il 15 settembre 1946 si disputò un incontro amichevole di calcio tra Sparta Novara ed il Grande Torino, in occasione del 20º anniversario della società novarese. Per la cronaca, vinsero i campioni granata 6-2 con reti di: Menti II 20'(T), Ferraris II 30' (T), Menti II 51' (T), Cavigioli 53' (S), Banelli 55' (S), Mazzola 60' (T), Gabetto 89' (T), Loik 90' (T).